# Chiesa di Sant'Antonino (Sulbiate)
La chiesa di Sant'Antonino è la parrocchiale di Sulbiate, in provincia di Monza e della Brianza e arcidiocesi di Milano; fa parte del decanato di Vimercate.

## Storia
L'accenno più antico che si conosce relativo alla chiesa di Sant'Antonino in Brentana è contenuto in una pergamena del 1138; si tratta di uno scambio di terre una delle quali, detta "al Ronco" ed ubicata "in loco et fundo Curti" (Aicurzio), confinava per due lati con i beni "Sancti Antonini".
A quattro secoli dopo (1570) risale la prima descrizione dell'edificio sacro, dovuta al domenicano Leonetto Clivone in visita pastorale. Si trattava di una costruzione lunga circa 9 m e larga 6; era malridotta, con il tetto a vista, dotata di un solo altare dedicato alla Madonna, oltre a quello maggiore; era altresì sprovvista di battistero e dal suo interno si ergeva un piccolo campanile con una sola campana. Era una chiesa al servizio di ben 152 "anime ammesse alla comunione".
Nel 1581, durante un'altra visita pastorale, il cardinale arcivescovo Carlo Borromeo decretava la costruzione di un nuovo tempio per il culto, che tra mille difficoltà, essenzialmente di carattere economico, veniva ultimato nel 1610: era dotato di due altari, oltre a quello maggiore, dedicati alla Madonna e a San Zenone.
Con l'incremento demografico dei tempi successivi, cresceva l'esigenza di una nuova chiesa che, per iniziativa del parroco don Stefano Binda, venne edificata tra il 1780 e il 1783. In quegli anni Sulbiate contava 753 abitanti ripartiti in 107 famiglie. Il nuovo edificio era dotato di un'unica navata lunga 33 metri; sulla sua sinistra si ergeva un campaniletto col tetto a forma di obelisco; l'interno veniva abbellito da nuovi altari, dalla cantoria in legno, dal maestoso organo (1820) e da una serie di affreschi eseguiti dal pittore milanese Luigi Pedrazzi (1843-1844).
Nella parrocchia di Sant'Antonino di Brentana fu fondata, nel 1880, la congregazione delle Suore della famiglia del Sacro Cuore di Gesù.
Col passare dei decenni, l'incremento demografico costringeva il parroco don Pietro Mandelli ad attuare un grande ampliamento dell'edificio, consistente nella costruzione del transetto e della cupola, compiuto nel 1932. La decorazione pittorica della parte nuova era affidata al prof. Marigliani di Bergamo. La chiesa veniva solennemente consacrata nel 1934 dal cardinale Alfredo Ildefonso Schuster, arcivescovo di Milano.
Nei secoli XIX e XX la parrocchia rimase sempre inserita nella pieve di Vimercate, fino alla revisione della struttura territoriale dell'arcidiocesi, avvenuta tra il 1971 ed il 1972, quando, in ossequio ai decreti del cardinale Giovanni Colombo, fu inclusa nel nuovo vicariato foraneo, poi decanato di Vimercate. Il 1º febbraio 2009 la parrocchia entrò a far parte della comunità pastorale "Regina degli Apostoli", composta dalle parrocchie di Bernareggio, Villanova e Aicurzio.

## Descrizione

### Facciata
La facciata della chiesa è suddivisa da una cornice marcapiano in due registri; quello inferiore presenta il portale d'ingresso, mentre quello superiore, coronato dal timpano, è caratterizzato da una finestra.

### Interno
Nella cappella laterale dedicata alla Madonna è sepolto il beato don Mario Ciceri.